# Спираль времени
«Спира́ль вре́мени» — научно-фантастический роман в двух книгах советского писателя Георгия Мартынова.

## Сюжет
Роман можно отнести к поджанру «временно́й оперы», так как важным сюжетообразующим элементом в нём является «машина времени», позволяющая перемещать героев из одной эпохи в другую (в данном случае, правда, только в одном направлении — из прошлого в будущее). Вероятно, это первое советское произведение подобного жанра.
Роман описывает посещение Земли представителями инопланетной цивилизации. Техника пришельцев позволяет им перемещаться как в пространстве (посредством телепортации), так и во времени. Сначала они попадают в Атлантиду десятого тысячелетия до нашей эры, затем, захватив с собой жителя этой страны, переносятся на территорию нынешней Волгоградской области начала XIII века, и наконец — в конец XXI века. Подобный приём позволяет писателю дать с точки зрения одной группы героев зарисовки жизни человечества от древнейших времён до нашей эпохи.
Параллельная сюжетная линия романа — описание исследований земных учёных, которые ищут свидетельства посещения Земли пришельцами. Книга начинается с находки в египетской гробнице древней рукописи, описывающей посещение пришельцами Атлантиды. Сопоставив эту рукопись с другой древней легендой о «джиннах», с которыми на территории Золотой Орды встретились монголы в конце царствования Чингисхана, учёные находят два «цилиндра» — две камеры, которые пришельцы использовали для перемещения в пространстве и времени, исследуют принцип их устройства, а затем используют один из них для путешествия на родную планету пришельцев.
Две эти сюжетные линии сходятся вместе только в конце романа, когда пришельцы выходят из «машины времени» в XXI веке.
Лейтмотивом романа служит мысль о принадлежности человека своему времени.

## Критика
Критика сочла роман слабым по сравнению с предыдущими произведениями писателя.

## Издания
- Мартынов Г. Спираль времени: Фантастическая повесть (в сокращении) // Нева. — 1966. — № 8. — С. 61—130.
- Мартынов Г. Спираль времени: Фантастический роман в двух книгах. — Л.: Лениздат, 1966. — 472 с. — 65 000 экз.
- Мартынов Г. Спираль времени; Гость из бездны: Фантастические романы. — М.: АСТ, 2002. — 765 с. — ISBN 5170143974.